# Rafel Llabrés i Fuster
Rafel Llabrés i Fuster (Palma, 1924-1992) fou un arquitecte mallorquí.
Llabrés estudià a l'Escola Superior d'Arquitectura de Barcelona. Projectà l'edifici d'habitatges promogut per la Caixa d'Estalvis i Pensions de Barcelona, "la Caixa", al número 13 de l'avinguda d'Alexandre Rosselló, de Palma (1955), i els hotels Acapulco, a la Platja de Palma (1957), la urbanització Cala Blava (1960) a Llucmajor, i dirigí les obres de la urbanització Sometimes de la Platja de Palma. Una obra seva, l'edifici Palma, situat entre els carrers Poeta Tous i Maroto, Puigdorfila i Avinguda Constitució resta catalogada per la Fundació DoCoMoMo. Fou arquitecte oficial d'Hisenda.